# Amifontaine
Amifontaine és un municipi francès situat al departament de l'Aisne i a la regió dels Alts de França. L'any 2007 tenia 404 habitants.

## Demografia

### Població
El 2007 la població de fet d'Amifontaine era de 404 persones. Hi havia 149 famílies de les quals 26 eren unipersonals (15 homes vivint sols i 11 dones vivint soles), 50 parelles sense fills, 65 parelles amb fills i 8 famílies monoparentals amb fills.
La població ha evolucionat segons el següent gràfic:
Habitants censats

### Habitatges
El 2007 hi havia 164 habitatges, 151 eren l'habitatge principal de la família, 4 eren segones residències i 8 estaven desocupats. Tots els 163 habitatges eren cases. Dels 151 habitatges principals, 130 estaven ocupats pels seus propietaris, 20 estaven llogats i ocupats pels llogaters i 1 estava cedit a títol gratuït; 1 tenia una cambra, 7 en tenien tres, 38 en tenien quatre i 105 en tenien cinc o més. 123 habitatges disposaven pel capbaix d'una plaça de pàrquing. A 63 habitatges hi havia un automòbil i a 79 n'hi havia dos o més.

### Piràmide de població
La piràmide de població per edats i sexe el 2009 era:
| Homes | Edats   | Dones |
| ----- | ------- | ----- |
| 0     | 95 o +  | 0     |
| 0     | 90 a 94 | 0     |
| 0     | 85 a 89 | 0     |
| 0     | 80 a 84 | 4     |
| 0     | 75 a 79 | 8     |
| 0     | 70 a 74 | 0     |
| 16    | 65 a 69 | 4     |
| 8     | 60 a 64 | 8     |
| 20    | 55 a 59 | 20    |
| 4     | 50 a 54 | 16    |
| 20    | 45 a 49 | 16    |
| 16    | 40 a 44 | 12    |
| 24    | 35 a 39 | 12    |
| 12    | 30 a 34 | 32    |
| 8     | 25 a 29 | 12    |
| 4     | 20 a 24 | 4     |
| 16    | 15 a 19 | 16    |
| 12    | 10 a 14 | 12    |
| 16    | 5 a 9   | 20    |
| 44    | 0 a 4   | 20    |

## Economia
El 2007 la població en edat de treballar era de 259 persones, 204 eren actives i 55 eren inactives. De les 204 persones actives 186 estaven ocupades (105 homes i 81 dones) i 17 estaven aturades (5 homes i 12 dones). De les 55 persones inactives 21 estaven jubilades, 16 estaven estudiant i 18 estaven classificades com a «altres inactius».

### Ingressos
El 2009 a Amifontaine hi havia 157 unitats fiscals que integraven 417 persones, la mediana anual d'ingressos fiscals per persona era de 17.110 €.

### Activitats econòmiques
Dels 19 establiments que hi havia el 2007, 1 era d'una empresa de fabricació d'altres productes industrials, 9 d'empreses de construcció, 5 d'empreses de comerç i reparació d'automòbils, 1 d'una empresa d'hostatgeria i restauració i 3 d'empreses de serveis.
Dels 11 establiments de servei als particulars que hi havia el 2009, 1 era un taller de reparació d'automòbils i de material agrícola, 1 paleta, 1 guixaire pintor, 2 fusteries, 1 lampisteria, 2 electricistes, 2 empreses de construcció i 1 veterinari.
L'any 2000 a Amifontaine hi havia 20 explotacions agrícoles que ocupaven un total de 2.184 hectàrees.

## Equipaments sanitaris i escolars
El 2009 hi havia una escola elemental integrada dins d'un grup escolar amb les comunes properes formant una escola dispersa.

## Poblacions més properes
El següent diagrama mostra les poblacions més properes.